# Tympanaal orgaan

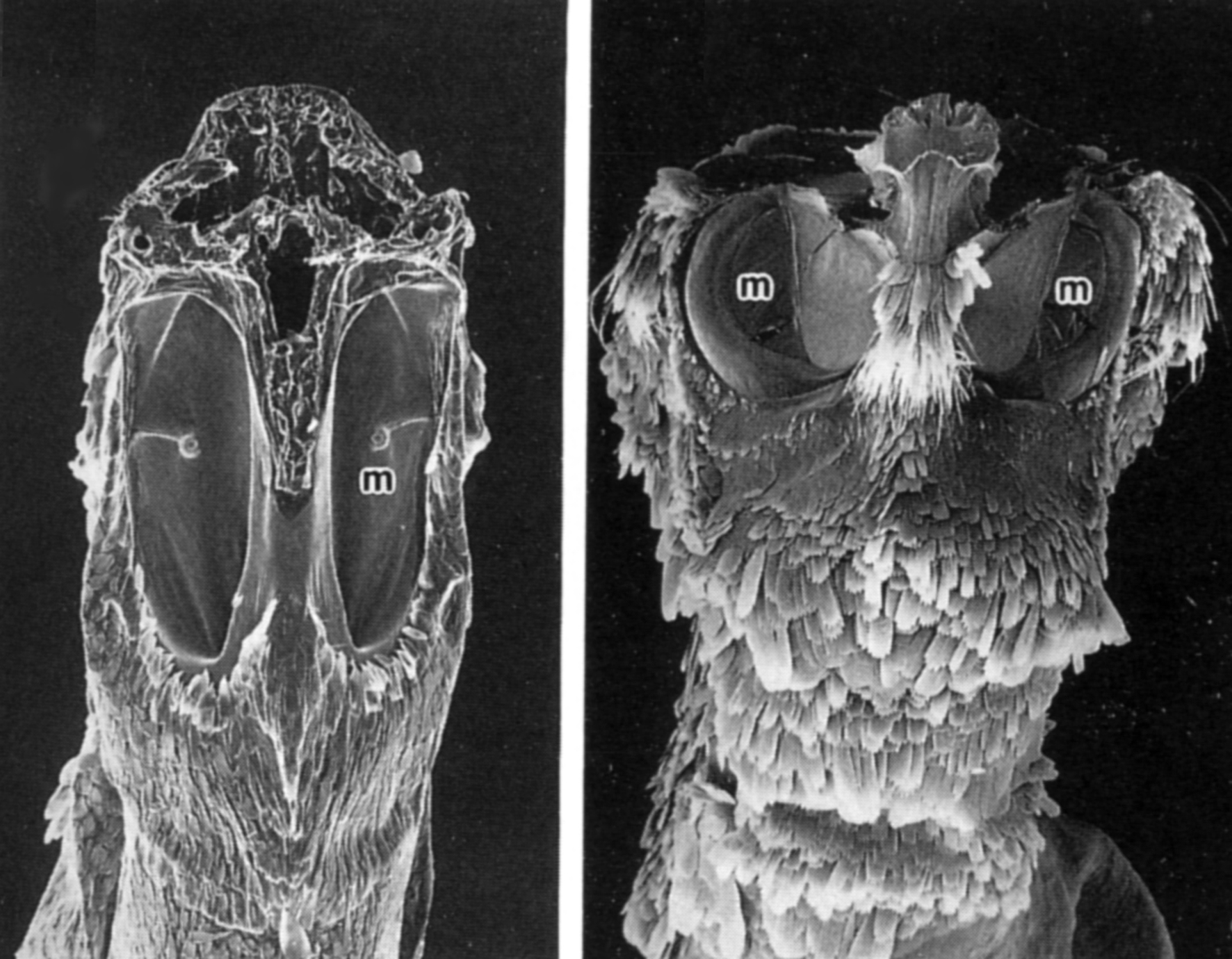
Tympanale organen van twee soorten motten. De foto's tonen de onderkant van het achterlijf, verwijderd van het borststuk. De letter m duidt het vlies, het 'membraan' aan.

Een tympanaal orgaan is een gehoororgaan bij insecten. Het bestaat uit een vlies (tympaan) dat over een kader gespannen staat, met daarachter een luchtzak en sensorische zenuwen. Geluiden doen het vlies trillen en de trillingen worden waargenomen door een chordotonaal orgaan. De gevoeligheid voor geluid ontstaat doordat het tympaan veel dunner is, één micrometer in cicaden, 40-100 micrometer in sommige krekels, dan het cuticulum eromheen.
Tympanale organen kunnen in bijna elk deel van het insect voorkomen: het borststuk, de vleugelbasis, het achterlijf, de poten, enzovoort, afhankelijk van de groep insecten. Men neemt aan dat deze organen verscheidene keren onafhankelijk van elkaar zijn geëvolueerd. Men kan daardoor hun ligging en structuur gebruiken om de taxonomie van een soort te helpen bepalen. Zo hebben alle leden van de familie der spanners opvallende gepaarde abdominale tympanale organen met de opening naar de voorkant van het eerste abdominale segment. Binnenin het orgaan variëren de vormen van de verschillende onderdelen, wat het mogelijk maakt de gemeenschappelijke voorouders van onderfamilies te bepalen. Andere vlinderfamilies kunnen de opening in een andere richting hebben en structuren met een andere vorm.
Tympanale organen komen bij minstens zeven verschillende ordes van insecten voor: rechtvleugeligen, vlinders, halfvleugeligen, kevers, kakkerlakachtigen, netvleugeligen en tweevleugeligen.